# かなめ病院
かなめ病院（かなめびょういん）は、南医療生活協同組合が愛知県名古屋市南区天白町に設置する病院。
正式名称は南医療生協かなめ病院。

## 概要
回復期リハビリテーション病院で、60床の療養病床を備える。名古屋大学老年科、藤田医科大学と連携している。名古屋大学老年病専門研修プログラムの連携研修施設となっている。
全日本民主医療機関連合会（民医連）に加盟している。

## 診療科
- 内科[3]
- 神経内科[3]
- 整形外科[3]
- リハビリテーション科[3]

## 医療機関の認定
- 保険医療機関[3]
- 労災保険指定医療機関[3]
- 指定自立支援医療機関（精神通院医療）[3]
- 身体障害者福祉法指定医の配置されている医療機関[3]
- 生活保護法指定医療機関[3]
- 指定小児慢性特定疾病医療機関[3]
- 難病の患者に対する医療等に関する法律（平成26年法律第50号）に基づく指定医療機関[3]
- 原子爆弾被害者医療指定医療機関[3]
- 公害医療機関[3]
- 特定疾患治療研究事業委託医療機関[3]

## 交通アクセス
- 名鉄河和線・常滑線「柴田駅」から徒歩で約15分。
- 名古屋市営バス「神宮15、金山18、新瑞13、名港11、鳴海12、鳴.ワイ」系統乗車、「要町」停留所下車、正面。